# 坪野米男
坪野 米男（つぼの よねお、1920年（大正9年）7月4日 – 2008年（平成20年）8月16日）は、昭和から平成期の弁護士、政治家。衆議院議員。

## 経歴
大阪府大阪市出身。第三高等学校を経て、1943年（昭和18年）東京帝国大学法学部を卒業。厚生省に入省し大臣官房属となる。同年7月、高等試験行政科試験に合格。短期現役海軍主計科士官（10期）を志願し、同年9月、海軍経理学校に入学し、1944年（昭和19年）3月に卒業して海軍主計中尉に任官。1945年（昭和20年）3月、海軍主計大尉に昇進して終戦を迎えた。
1948年（昭和23）に退官して、弁護士、税理士を開業。京都市人権擁護委員、国民救援会京都府連副会長を務めた。
1958年（昭和33年）5月の第28回衆議院議員総選挙に京都府第1区から日本社会党公認で出馬して落選。1960年（昭和35年）11月の第29回総選挙に出馬して当選し、衆議院議員に1期在任した。この間、裁判官訴追委員予備員、社会党中央委員、同京都府連委員長、同法務部会長、同憲法問題特別委員会事務局長、同不当弾圧対策特別副委員長などを務めた。その後、第30回から第32回総選挙まで3回連続で立候補したがいずれも次点で落選した。
また、社会党京都府本部顧問、自由人権協会常任理事、京都弁護士会会長に就任した。

## 脚註